# المدينة المنورة عاصمة الثقافة الإسلامية
المدينة المنورة عاصمة الثقافة الإسلامية 2013 تم اختيارها من منظمة التعاون الإسلامي لهذه المدينة في تشرين الأول من العام 2009 في باكو عاصمة جمهورية أذربيجان لاحتضان الفعاليات .

## مدينة طيبة الطيبة
مدينة المدينة المنورة حاضرة العلم والعلماء، إنها مدينة الوحي والعلم. المدينة التي أحتضنت رسول الله محمد صلى الله عليه وآله بعد أن قام أهل مكة ضده، وضد الدين الإسلامي الذي أختص الله به خير الخلق ليصدح به في الخلق ..

## عواصم ثقافية
المنطقة العربية المنطقة الآسيوية  المنطقة الأفريقية
- 2005:  مكة المكرمة (السعودية)
- 2006:  حلب (سورية) ،  أصفهان (إيران)،  تمبكتو (مالي)
- 2007:  فاس (المغرب) ،  طشقند (أوزباكستان) ،  داكار (السنغال)
- 2008:  الأسكندرية (مصر)  لاهور (باكستان)  جيبوتي (جيبوتي)
- 2009:  القيروان (تونس)  كوالالمبور (ماليزيا)  أنجمينا (تشاد)
- 2010:  تريم (اليمن)  دوشنبه (طاجيكستان)  موروني (جزر القمر)
- 2011:  تلمسان (الجزائر)  نواكشوط (موريتانيا)  جاكرتا (أندونيسيا)  كوناكري (غينيا)
- 2012:  النجف (العراق) ،  داكا (بنغلاديش) ،  نيامي (النيجر)
- 2013:  المدينة المنورة (السعودية) ،  طرابلس (لبنان)  غزنة (أفغانستان)  كانو (نيجيريا)
- 2014:  الشارقة (الإمارات)  بيشكك (قيرغيزستان)  واغادوغو (بوركينافاسو)
- 2015:  نزوى (عمان)  ألماتي (قازاخستان)  كوتونو (بنين)
- 2016:  الكويت (الكويت)  ماليه (المالديف)  فريتاون (سيراليون)
- 2017:  عمان (الأردن)  سنار (السودان) (إيران)  كمبالا (أوغندا)
- 2018:  المنامة (البحرين)  ناخيتشيفان (أذربيجان)  ليبرفيل (الغابون)
- 2019:  القدس (فلسطين)  بندر سري بكاوان (بروناي دار السلام)  بيساو (غينيا بيساو)
- 2020:  القاهرة (مصر)  بخارى (أوزبكستان)  باماكو (مالي)
- 2021:  الدوحة (قطر)  إسلام أباد (باكستان)  بانجول (غامبيا)
- 2022:  دمشق (سورية)  باندونغ (أندونيسيا)  ياوندي (الكاميرون)
- 2023:  بنغازي (ليبيا)  سلاغور (ماليزيا)  مقديشو (الصومال)
- 2024:  مراكش (المغرب)  كابول (أفغانستان)  لومي (التوغو)

## Sisters relationships
Guimarães has the following توأمة مدن:

## وصلات خارجية
- الموقع الرسمي لفعاليات المدينة المنورة عاصمة الثقافة الإسلامية